# Bomullsplockningsmaskin

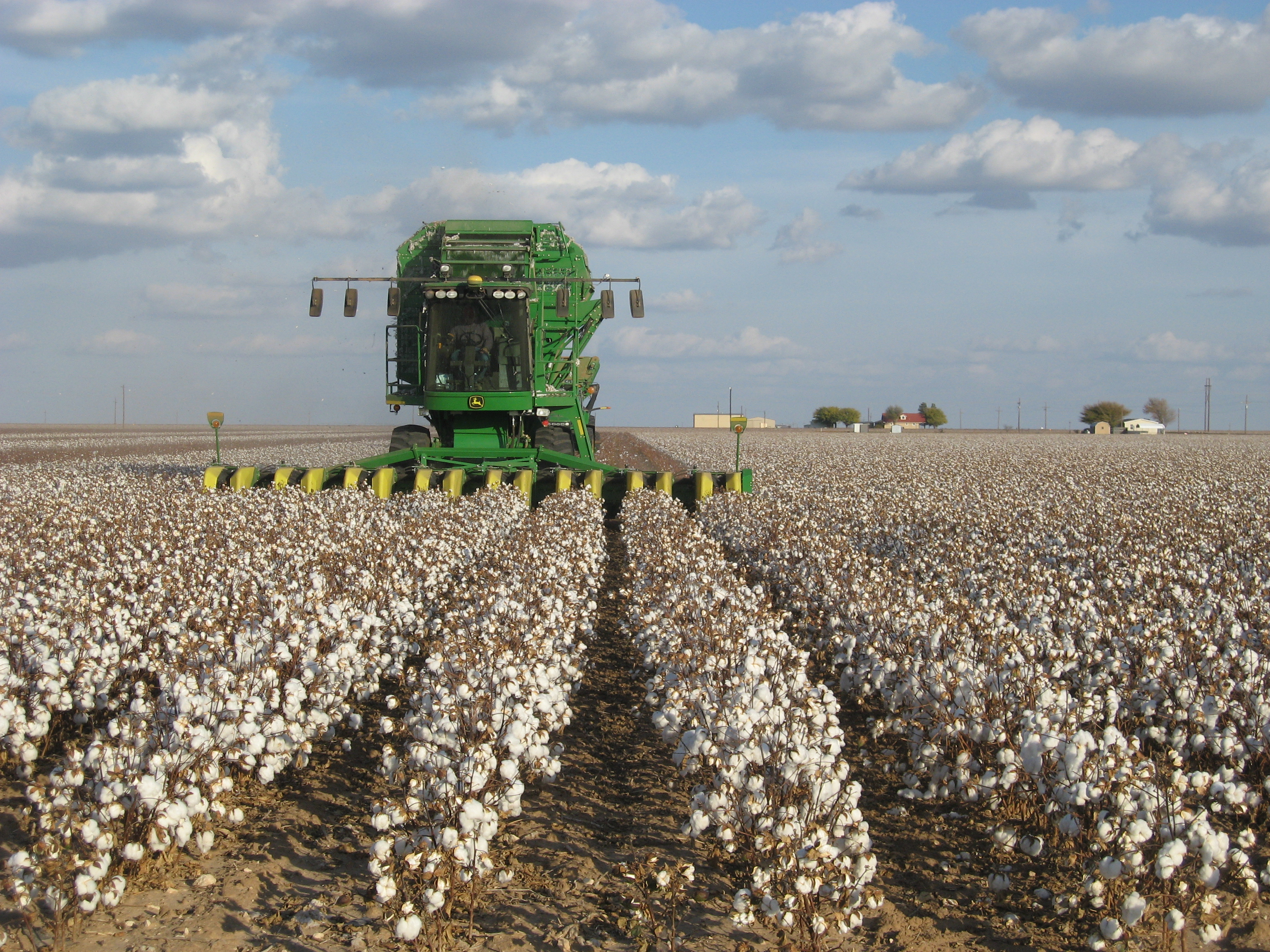
En bomullsskördemaskin som skördar åtta rader bomullsbuskar samtidigt. En John Deere 7460 av typen brush-roll stripper.

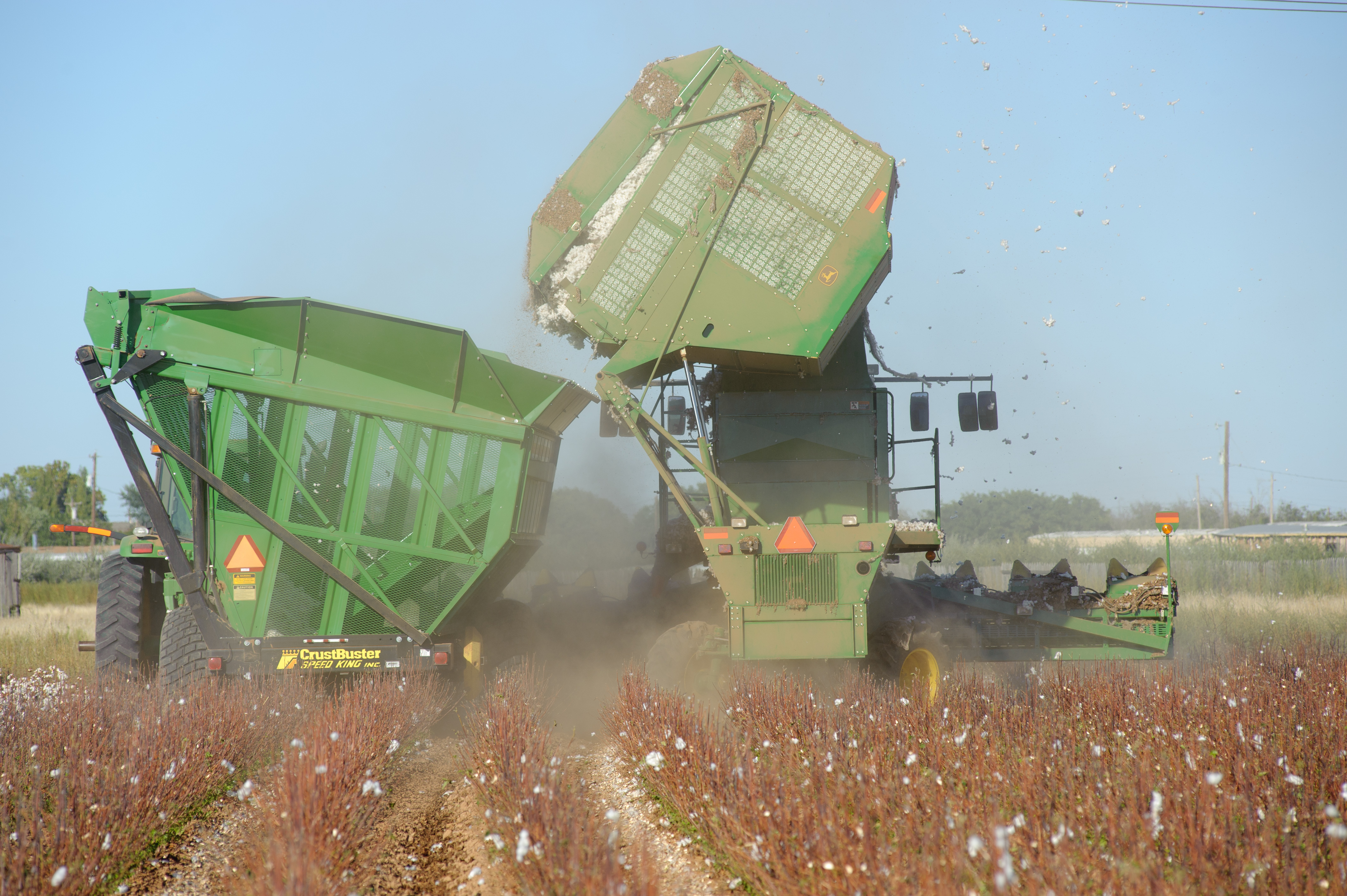
En skördemaskin som tömmer korgen i en vagn.

Principskiss av en brush-roll stripper sedd framifrån. De bruna cylindrarna med gröna gummiblad och röda borstar sliter av bomullshuvudena allteftersom buskarna leds in mellan cylindrarna. Huvudena hamnar på ömse sidor om cylindrarna i gallertrågen och transporteras vidare av transportskruvar (symboliserat av blå "spiralpilar") till förrensningsmaskineriet.

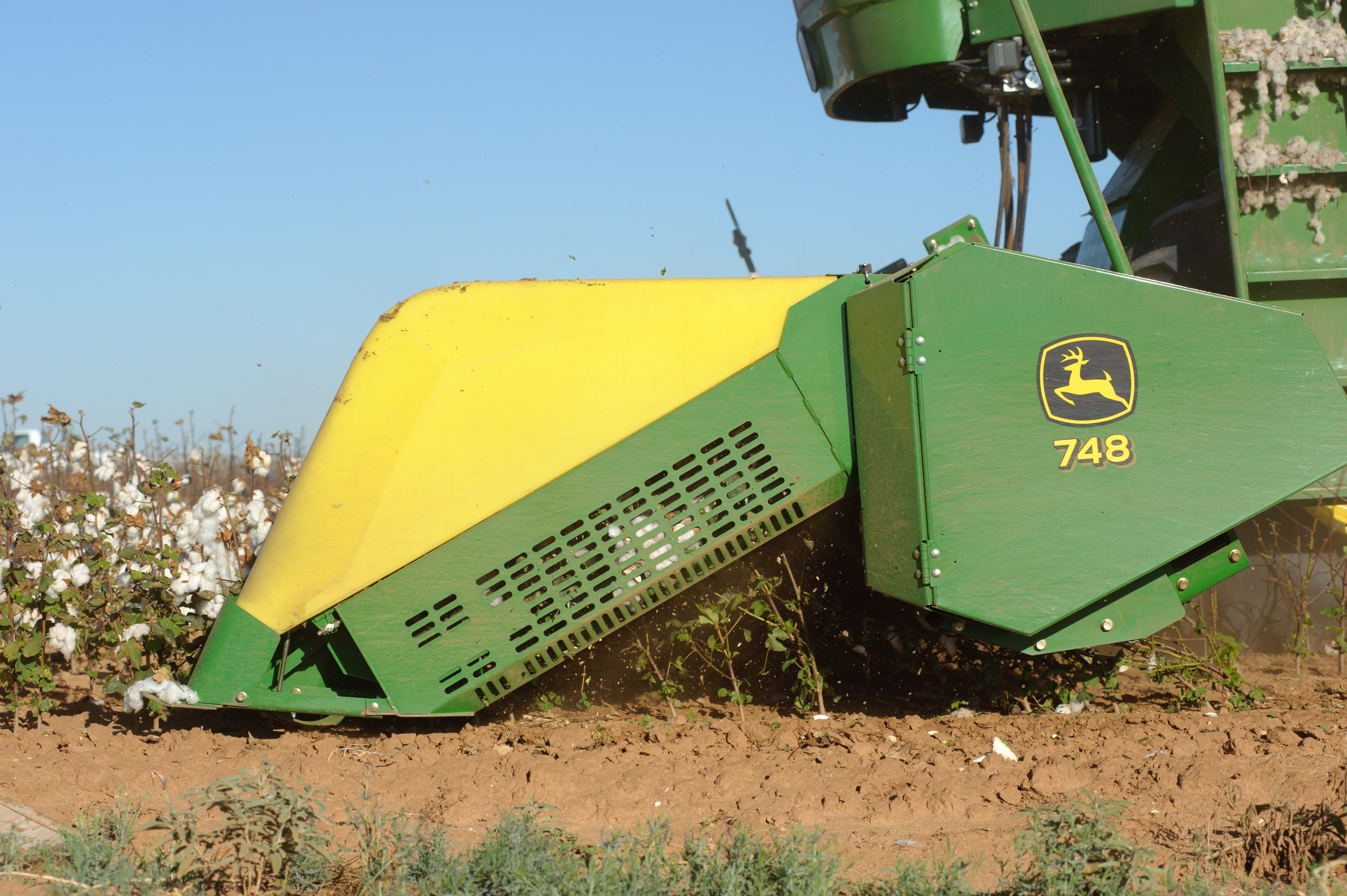
En brush-roll stripper i arbete. Här ser man också utsidan av ett gallertråg. Där innanför sitter de båda blad-/borstcylindrarna. Notera också att det inte är mycket kvar av buskarna efter stripperns framfart. Om man förstorar bilden ser man dels hur mycket blad och annat det finns i tråget, men också hur en hel del smått skräp faller ner från detsamma. Till höger om strippercylindrarna/gallertrågen finns ett tråg (rakt in i bilden bakom John-Deere-hjorten) med en transportskruv som går tvärs skördemaskinen vilket samlar upp materialet från raden av stripperenheter.

En bomullsplockningsmaskin eller bomullsskördemaskin är ett jordbruksredskap som används för att skörda bomullsfält. Till sin funktion påminner den om en skördetröska. Längst fram sitter en anordning som avlägsnar bomull från buskarna – vanligtvis från fyra, sex eller åtta rader buskar samtidigt, men på 2020-talet har maskiner för tolv rader börjat produceras. Den skördade bomullen matas vidare till en korg baktill på maskinen, och när korgen är fylld töms den. Detta sker vanligtvis i en medföljande traktordriven vagn som i sin tur transporterar bomullen till en balpress, så att skördemaskinen kan fortsätta sitt arbete med så korta avbrott som möjligt. Under 2000-talet har även skördemaskiner som har en påmonterad balpress lanserats (Case IH var först 2006 och följdes av John Deere 2007).
Kring år 2000 skördades ungefär 30 procent av den odlade bomullen på världsnivå maskinellt (i USA, Australien och Israel var andelen 100 procent), medan resten skördades för hand.

## Typer
Det finns två huvudtyper av bomullsskördemaskiner, dels så kallade strippers (från engelska strip, "skala av" eller "renraka"), dels så kallade pickers ("plockare"), även kallade spindle-type ("spindeltyp").
Strippers sliter av bomullshuvudena och får därför också med omogna kapslar, blad, kvistar och annat skräp, medan maskiner av spindeltyp använder roterande hullingförsedda stavar, spindlar, som drar loss bomullsfibrerna (med vidhängande frön) ur kapslarna. Strippers används huvudsakligen för de lågväxande bomullssorter som odlas i torrare områden (men även för vindtåliga sorter vars kapslar inte öppnar sig så mycket), medan högre buskar företrädesvis skördas med pickers. På grund av mängden skräp som medföljer vid användande av en stripper sker ofta en förrensning på själva maskinen (vilket annars görs på rensningsanläggningen).
Utbyte:
| Vikt            | Picker | Stripper med rensning | Stripper utan rensning |
| --------------- | ------ | --------------------- | ---------------------- |
| Bomullsfibrer % | 34,7   | 29,7                  | 25,8                   |
| Frön %          | 54,2   | 47,9                  | 38,4                   |
| Övrigt %        | 11,1   | 23,2                  | 35,8                   |

Moderna pickers skördar vanligtvis fyra till sex rader samtidigt, medan strippers ofta skördar sex eller åtta rader - eftersom raderna står tätare på de fält där de mindre buskar för vilka man använder de sistnämnda odlas. En picker-enhet kräver dessutom lite mer bredd än en stripper-enhet. 2021 presenterade John Deere en stripper för tolv rader (där de två yttre enheterna på varje sida är infällbara så att den kan transporteras på vägar).
Pickers är mer tekniskt avancerade än strippers och kräver dagligt underhåll för att ge ett bra resultat.

### Strippers
Det finns två typer av strippers, dels finger strippers och dels brush-roll strippers. De förstnämnda används på fält där buskarna växer oregelbundet eller i mycket tätt stående rader, medan de sistnämnda används för glesare rader.
En finger stripper har en framåt- och något neråtrikdad "kam" mellan vars tänder bomullshuvudena lyfts upp för att knipsas av av en rad saxar. Finger strippers överges i allt större utsräckning och brush-roll strippers är numera helt dominerande (åtminstone i USA).
Hos en brush-roll stripper leds buskraden in mellan två roterande cylindrar (vars framåtriktade axlar bildar cirka 30° vinkel mot markytan) försedda med längsgående gummiblad (bats) och borstrader (av nylon) vilka tar tag i kapslarna och sliter av dem från plantan. Huvudena (och en hel del skräp) hamnar i ett tråg (med galler-botten genom vilket en del mindre skräp faller till marken) på vardera sidan av cylindrarna där de förs av roterande skruvar mot förrensningsmekanismen.
I USA används strippers huvudsakligen i Texas, västra Oklahoma och sydvästligaste Kansas.

### Pickers

Till vänster ses en principskiss av en picker sedd underifrån. På den ljusblå vertikala roterande (lika fort som skördemaskinen rör sig framåt - cylindersidan står därmed "stilla" i förhållande till de förbipasserande buskarna) cylindern sitter femton vertikala enheter, vardera med uppemot 20 (gula) roterande, något koniska, hullingförsedda spindlar (endast en nivå syns/visas), vars riktning i förhållande till cylindern styrs av en kamarm (blå - otydlig i bilden - förstora) vars ände löper i ett spår (rosa). Denna kammekanism gör att spindlarna sticks nästan rakt in i och dras nästan rakt ut ur de förbipasserande sammanpressade bomullsbuskarna (ljusgröna) genom springorna i ett (brunt) horisontellt galler. Efter det att spindlarna har samlat åt sig bomullsfibrer (med vidhängande frön) passerar de en snabbt roterande cylinder med (violetta) skivor (en skiva per horisontell rad av spindlar), doffer, med (blå) kuddar av polyuretan vilka borstar av fibrerna från spindlarna. På sin väg tillbaka till buskarna för ny insamling av bomull passerar spindlarna en (röd) avborstningsanordning som tillför tvättväska för att avlägsna växtsafter och dylikt.
Varje buskrad plockas vanligen av två på varandra följande cylindrar med spindlar, antingen en på varje sida om raden eller båda på samma sida (således passar alla utbytesdelar till alla cylindrar på maskinen - med en cylinder på varje sida finns det vänster- och högervarianter av vissa delar - å andra sidan är enheter med en cylinder på vardera sidan något kortare, men bredare). Därtill kommer en variant (kallad VRS - Variable Row System), som rensar två rader samtidigt genom att den ena raden buskar klipps av vid basen och matas in i den andra raden, vilken används för två tätt stående rader följda av en tomrad, vilket, på grund av picker-enheternas bredd, möjliggör ett genomsnittligt tätare planterat fält.

## Bomullsskördemaskiner och kemikalieanvändning
Övergången till skördemaskiner som skördar en gång per säsong (sedan är fältet ödelagt - pickers är skonsammare mot buskarna än strippers och man kan med pickers få en andra skörd av lägre kvalitet), i stället för användade av handkraft där ett fält plockades selektivt tre till fyra gånger per säsong, har inneburit ett ökat bruk av kemikalier av olika skäl:
- Uttorkningsmedel för att göra stjälkarna sprödare så att bomullshuvudena lättare slits av vid skörd med strippers. För detta används parakvat-baserade produkter.
- Avlövningsmedel för att minska andelen skräp som följer med. För detta används växthormoner (som tidiazuron, en typ av syntetiskt cytokinin som hämmar produktion/transport av auxin), herbicider (som tribufos[21]) och blandningar av dessa.
- Preparat som påverkar kapslarnas mognad och uppsprickning. Eftersom fältet endast kan skördas en gång per säsong blir utbytet såklart bättre om kapslarna befinner sig i samma mognadsstadium. För detta används etefon (2-kloretylfosfonsyra).

## Historia
Mekaniseringen av skördande av bomull inleddes i USA och därefter har också utvecklingen av maskiner för bomullsskördande helt skett där.
Allehanda typer av bomullsskördemaskiner testades på 1800-talet och under 1900-talets inledande decennier och det första patentet erhölls 1850 av Samuel S. Rembert och Jedediah Prescott från Memphis, Tennessee. Utöver olika former av strippers (de tidigaste "skördemaskinerna" utgjordes av en djurdragen släde på medar som, med olika anordningar, slet loss huvudena från buskarna medan den släpades längs marken - föregångare till finger strippers påminnande om trädgårdsstaket - och olika typer av rullar av växlande utformning som drogs längs marken) och pickers som beskrivs ovan, testades bland annat maskiner som sög loss bomullen med luft eller statisk elektricitet, eller så kallade trashers vilka skar av hela busken vilken sedan rensades av maskinen. Dessa hade dock ingen framgång, utan bomullen fortsatte att plockas för hand.
Först på 1930-talet tillverkades en typ av picker (med släta fuktiga spindlar på vilka bomullsfibrerna klibbade fast) som hade en viss framgång (även internationellt - två maskiner såldes till Sovjetunionen!). Konstruktör var John Daniel Rust (1892-1954) och han erhöll patent 1933. Tillsammans med sin bror, ingenjören Mack Rust, startade han företaget Southern Harvester Company och de demonstrerade sin första picker 1936. Bröderna hade dock svårigheter att hitta finansiärer under depressionsåren (samtidigt fanns det dessutom ett stort motstånd på grund av arbetslösheten som rådde under denna tid) och företaget gick i konkurs. Bröderna skildes, men på 1940-talet fick J.D. Rust kontrakt med två tillverkare och blev till sist en förmögen man.
1942 presenterade International Harvester (som hade börjat försöka konstruera en bomullsplockningsmaskin redan 1922 under ledning av företagets chefsingenjör Clarence Hagen) en picker med hullingförsedda spindlar och tolv exemplar tillverkades (följda av tretton till året därpå), men bristen på stål under andra världskriget försenade en produktion i större skala till 1947. Liksom Rusts maskin skördade den endast en rad buskar i taget. Den första maskinen som skördade två buskrader lanserades av John Deere 1950 (samma företag införde 1980 modell 9940, den första pickern för fyra rader, och i slutet av 1990-talet kom åttaradersmaskiner). 
Utvecklingen av strippers följde i strort sett den för pickers. 1943 började traktormonterade strippers marknadsföras, men först efter krigsslutet tog produktionen fart och John Deere producerade då 4 000 maskiner från 1946 till 1948. 1949 hade en försöksstation i Stillwater, Oklahoma utvecklat en brush roll stripper (som byggde på Benjamin Savages patent från 1884) men denna typ hade föga framgång initialt och först på 1960-talet fick "borstrullarna" sitt egentliga genombrott (i Texas och Oklahoma, där strippers dominerar, gick andelen maskinskördad bomull från 35% 1958 till 95% 1968 - se tabellen nedan).
Även om de tidiga maskinerna bara plockade en rad i taget, ersatte de uppemot 40 personer som plockade för hand, och övergången till maskinell bomullsskörd anges som en av huvudanledningarna till den andra vågen av "den stora migrationen" i USA. Men, å andra sidan, drev bristen på jordbruksarbetare under och efter andra världskriget (först orsakad av att folk behövdes för olika krigsinsatser på slagfälten såväl som inom krigsindustrin, och senare de högre lönerna inom industrin) samtidigt på mekaniseringen av jordbruket... En annan faktor som gjorde mekanisering lönsam var att bomullsskördarna ökade areellt - från 244 kilo ren bomull per hektar 1945-1949 till 424 kg/ha 1960-1964. I USA skedde mekaniseringen från väster (1950-talet) till sydost (1960-talet) och anledningar till detta har angetts vara att det i sydost fanns ett fungerande share-cropping-system vilket gjorde att det fanns tillgänglig arbetskraft för det tre topparna under året (plantering, ogräsrensning och skörd) medan ett sådant system inte fanns i väster, samt att utbytet var högre i väster. Mekaniseringen av bomullsodling/-industri stöddes också statligt genom att kongressen startade Cotton Mechanization Project 1946. Införandet av skördemaskiner möttes också av motstånd från ägarna av rensningsanläggningarna vilka fick extraarbete med att rensa bort skräp från den maskinplockade bomullen och därför avgiftsbelade detta.
|                                    |                                    | Totalt (%) 1960* | Procentuell andel maskinskördad bomull | Procentuell andel maskinskördad bomull | Procentuell andel maskinskördad bomull | Procentuell andel maskinskördad bomull | Procentuell andel maskinskördad bomull | Procentuell andel maskinskördad bomull | Procentuell andel maskinskördad bomull | Procentuell andel maskinskördad bomull | Procentuell andel maskinskördad bomull | Procentuell andel maskinskördad bomull | Procentuell andel maskinskördad bomull | Procentuell andel maskinskördad bomull |
| 1950                               | 1952                               | Totalt (%) 1960* | 1954                                   | 1956                                   | 1958                                   | 1960                                   | 1962                                   | 1964                                   | 1966                                   | 1968                                   | 1970                                   | 1972                                   |                                        |                                        |
| ---------------------------------- | ---------------------------------- | ---------------- | -------------------------------------- | -------------------------------------- | -------------------------------------- | -------------------------------------- | -------------------------------------- | -------------------------------------- | -------------------------------------- | -------------------------------------- | -------------------------------------- | -------------------------------------- | -------------------------------------- | -------------------------------------- |
| Väst                               | Kalifornien                        | 13,9             | 34                                     | 59                                     | 62                                     | 66                                     | 71                                     | 87                                     | 94                                     | 97                                     | 98                                     | 100                                    | 100                                    | 100                                    |
| Väst                               | Arizona                            | 6,2              | 9                                      | 46                                     | 44                                     | 45                                     | 51                                     | 73                                     | 92                                     | 97                                     | 98                                     | 100                                    | 100                                    | 100                                    |
| Väst                               | New Mexico                         | 2,2              | 1                                      | 12                                     | 10                                     | 21                                     | 38                                     | 64                                     | 91                                     | 85                                     | 95                                     | 97                                     | 99                                     | 100                                    |
| Texas (85% strippers)              | Texas (85% strippers)              | 28,4             | 12                                     | 22                                     | 21                                     | 25                                     | 35                                     | 58                                     | 78                                     | 85                                     | 95                                     | 98                                     | 99                                     | 99                                     |
| Oklahoma (huvudsakligen strippers) | Oklahoma (huvudsakligen strippers) | 2,9              | 6                                      | 17                                     | 15                                     | 24                                     | 35                                     | 64                                     | 73                                     | 83                                     | 95                                     | 99                                     | 99                                     | 100                                    |
| "Mississippideltat"                | Missouri                           | 3,3              | 0                                      | 6                                      | 22                                     | 35                                     | 23                                     | 56                                     | 77                                     | 83                                     | 94                                     | 96                                     | 100                                    | 100                                    |
| "Mississippideltat"                | Arkansas                           | 9,6              | 1                                      | 2                                      | 16                                     | 27                                     | 22                                     | 42                                     | 68                                     | 75                                     | 87                                     | 96                                     | 98                                     | 100                                    |
| "Mississippideltat"                | Louisiana                          | 3,6              | 3                                      | 13                                     | 28                                     | 31                                     | 43                                     | 49                                     | 64                                     | 78                                     | 88                                     | 96                                     | 99                                     | 100                                    |
| "Mississippideltat"                | Mississippi                        | 11,1             | 3                                      | 7                                      | 11                                     | 25                                     | 19                                     | 40                                     | 58                                     | 68                                     | 82                                     | 93                                     | 97                                     | 99                                     |
| Tennessee                          | Tennessee                          | 4,3              | 0                                      | 1                                      | 1                                      | 4                                      | 4                                      | 19                                     | 41                                     | 56                                     | 72                                     | 87                                     | 95                                     | 99                                     |
| Sydost                             | Alabama                            | 5,6              | 0                                      | 1                                      | 2                                      | 3                                      | 1                                      | 8                                      | 29                                     | 55                                     | 75                                     | 84                                     | 95                                     | 99                                     |
| Sydost                             | Georgia                            | 3,7              | 0                                      | 3                                      | 3                                      | 2                                      | 2                                      | 14                                     | 39                                     | 62                                     | 80                                     | 88                                     | 97                                     | 98                                     |
| Sydost                             | South Carolina                     | 3,1              | 0                                      | 1                                      | 4                                      | 4                                      | 1                                      | 6                                      | 32                                     | 63                                     | 73                                     | 88                                     | 87                                     | 97                                     |
| Sydost                             | North Carolina                     | 1,7              | 0                                      | 1                                      | 3                                      | 3                                      | 1                                      | 12                                     | 27                                     | 59                                     | 71                                     | 90                                     | 93                                     | 98                                     |
| Övriga delstater                   | Övriga delstater                   | 0,3              | ingen uppgift                          | ingen uppgift                          | ingen uppgift                          | ingen uppgift                          | ingen uppgift                          | ingen uppgift                          | ingen uppgift                          | ingen uppgift                          | ingen uppgift                          | ingen uppgift                          | ingen uppgift                          | ingen uppgift                          |
| USA totalt                         | USA totalt                         | 100,0            | 8                                      | 18                                     | 22                                     | 27                                     | 34                                     | 51                                     | 70                                     | 78                                     | 89                                     | 96                                     | 98                                     | 100                                    |

 * = Delstatens andel av den totala amerikanska bomullsskörden 1960 (oavsett skördemetod) som jämförelse.

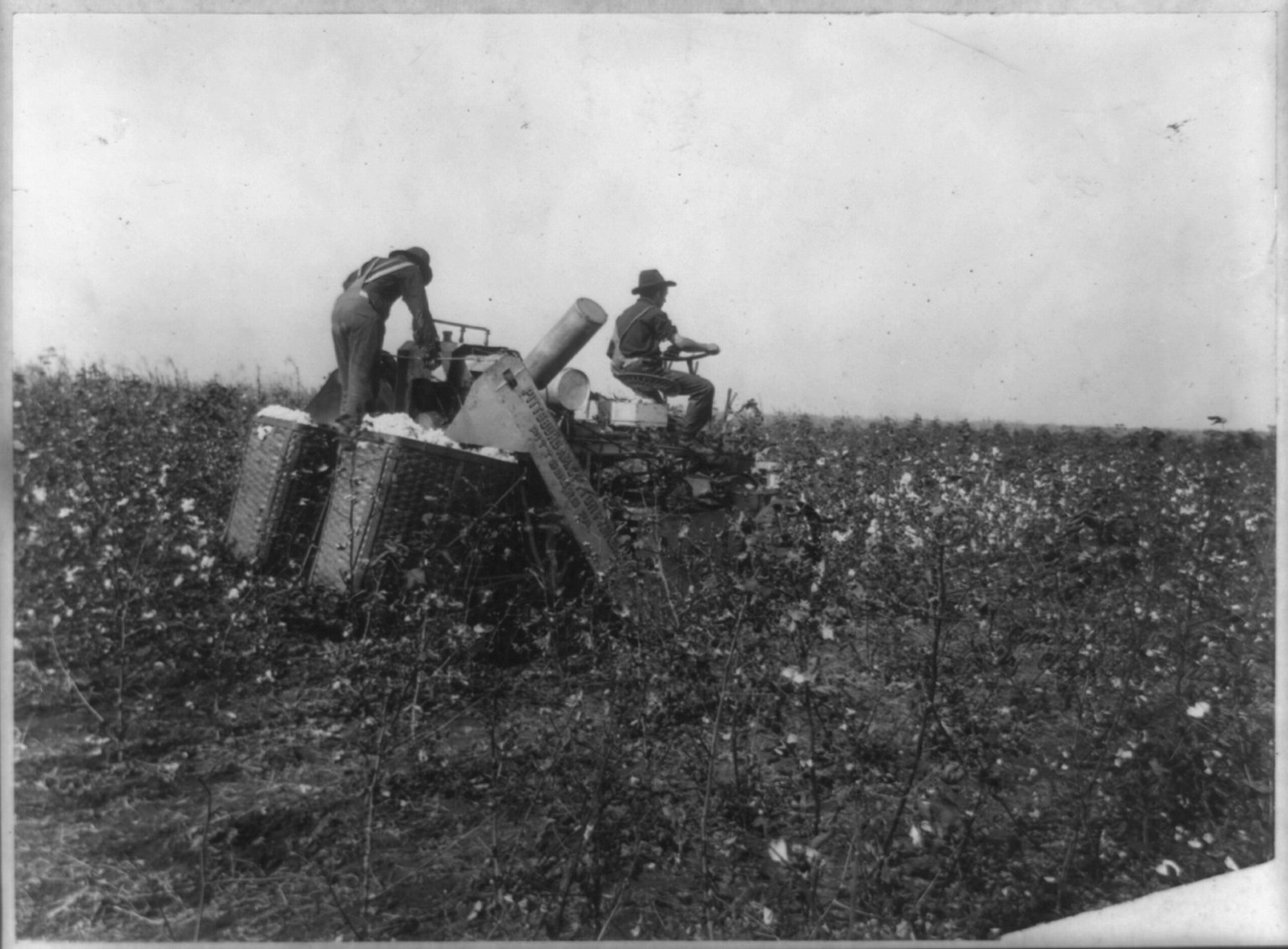
En bomullsplockningsmaskin dragen efter en traktor i Texas cirka 1908.
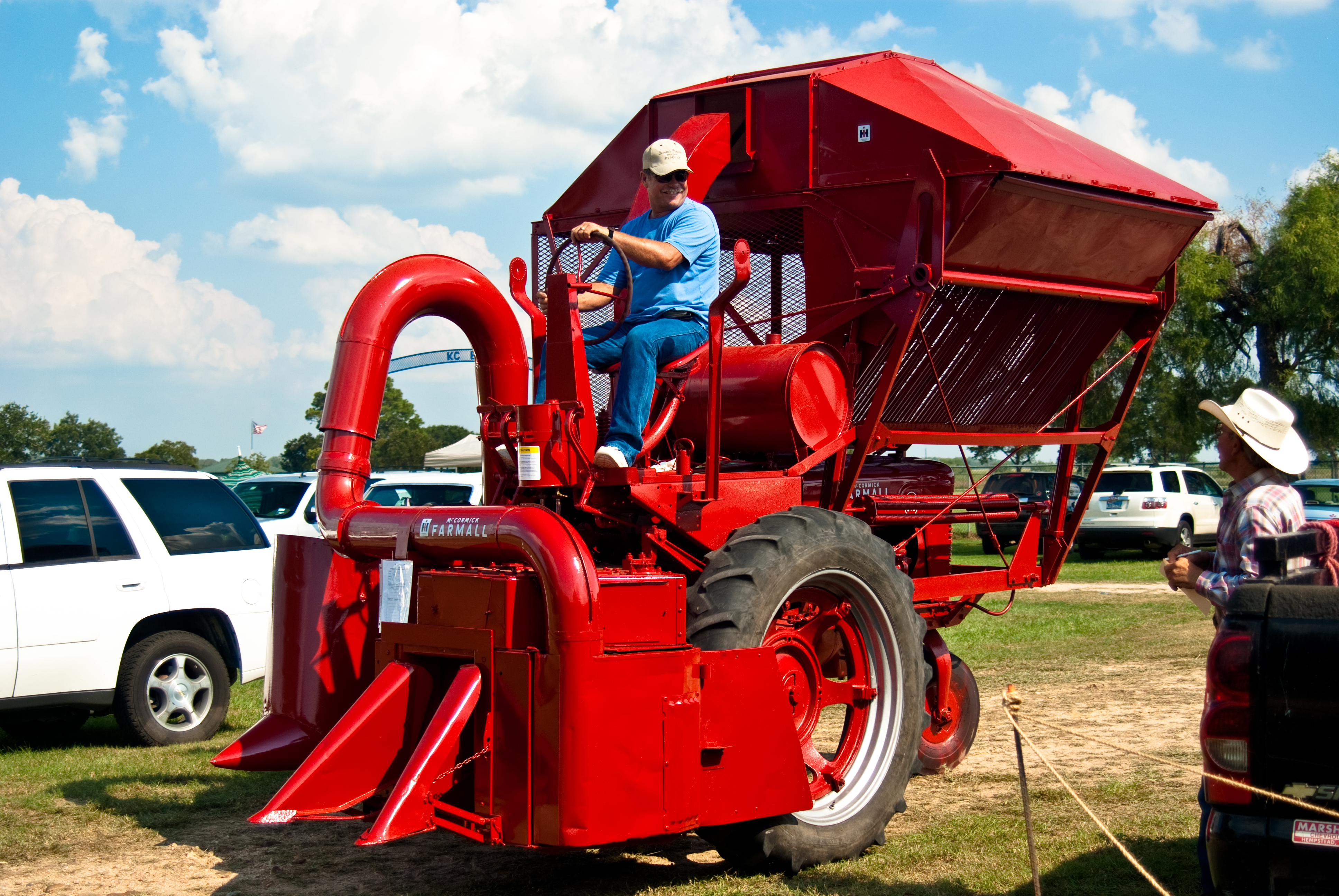
Den första kommersiella bomullsplockningsmaskinen, en International Harvester McCormick Farmall M-12-H från mitten av 1900-talet, är i princip en backande traktor (inledningsvis av typen Farmall H, senare Farmall M) med påbyggnader.[38][39] Till vänster om plockningsenheten skymtar ett plåtskydd som håller undan bomullsplantor från det andra traktorhjulet och mellan föraren och korgen ses tanken för tvättvätska.
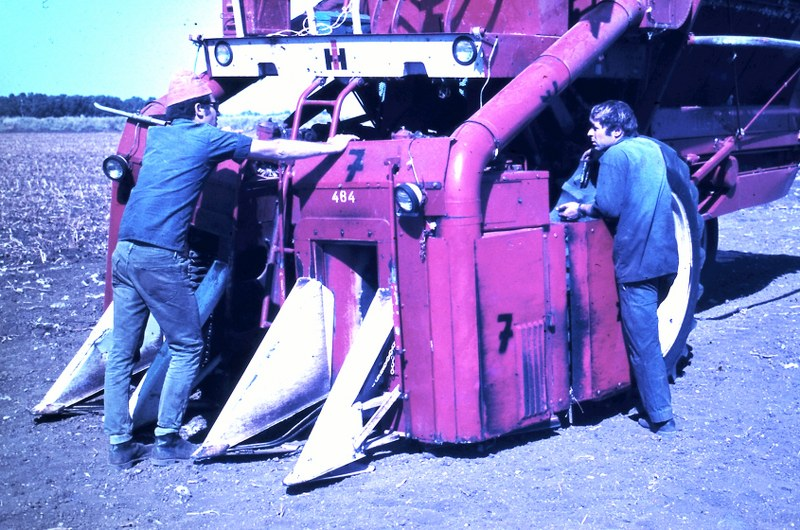
En International Harvester för två buskrader. Israel cirka 1980. Bilden har ett besvärande blåstick, maskinen är egentligen röd och marken är inte ljusblå.
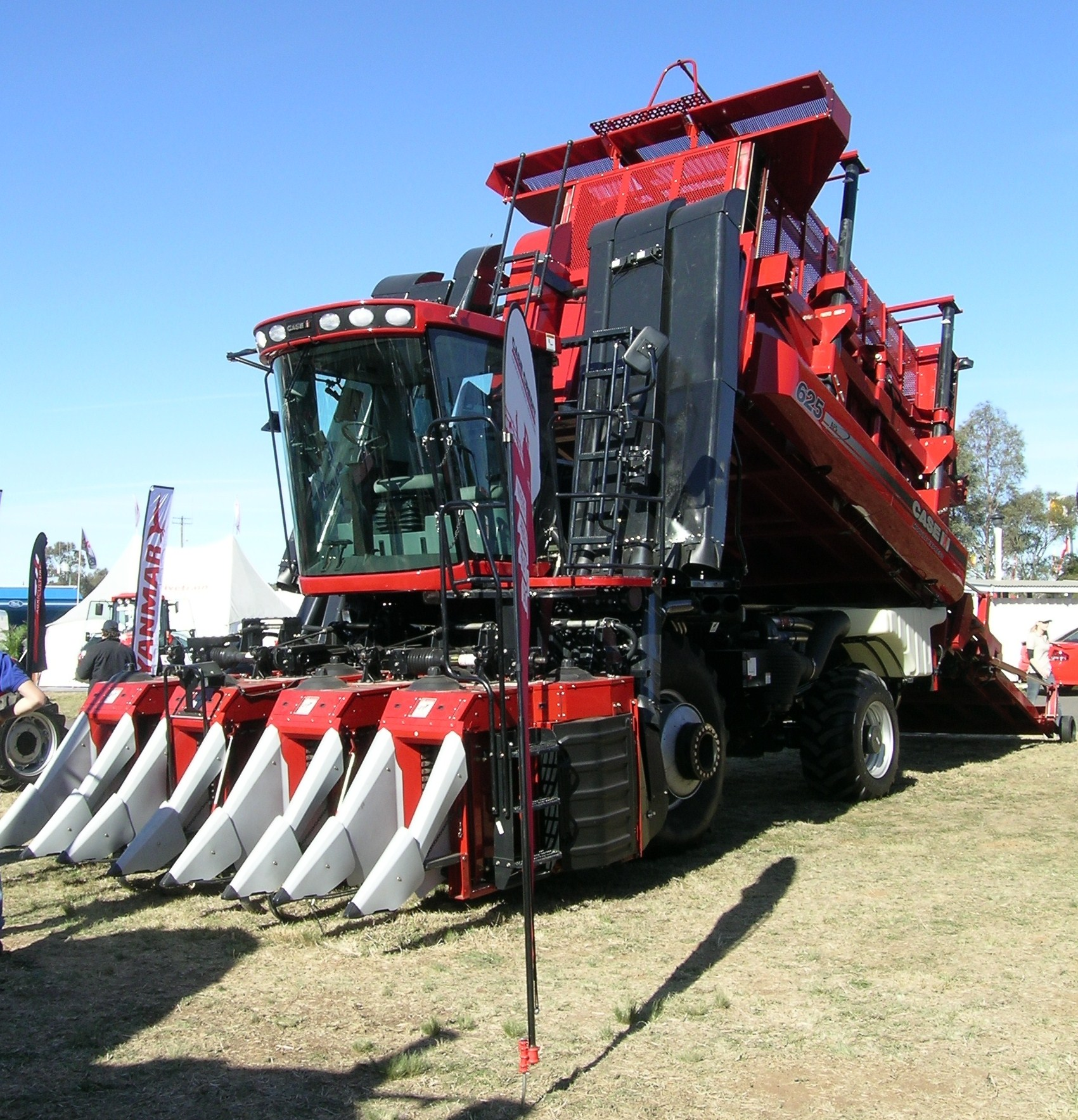
Case IH Module Express 625, den första bomullsplockaren (picker) med balpress i stället för korg. Balarna är blockformade (nästan, sidorna lutar 8°) och 4,9×2,4×2,4 m (16×8×8 ft) stora.
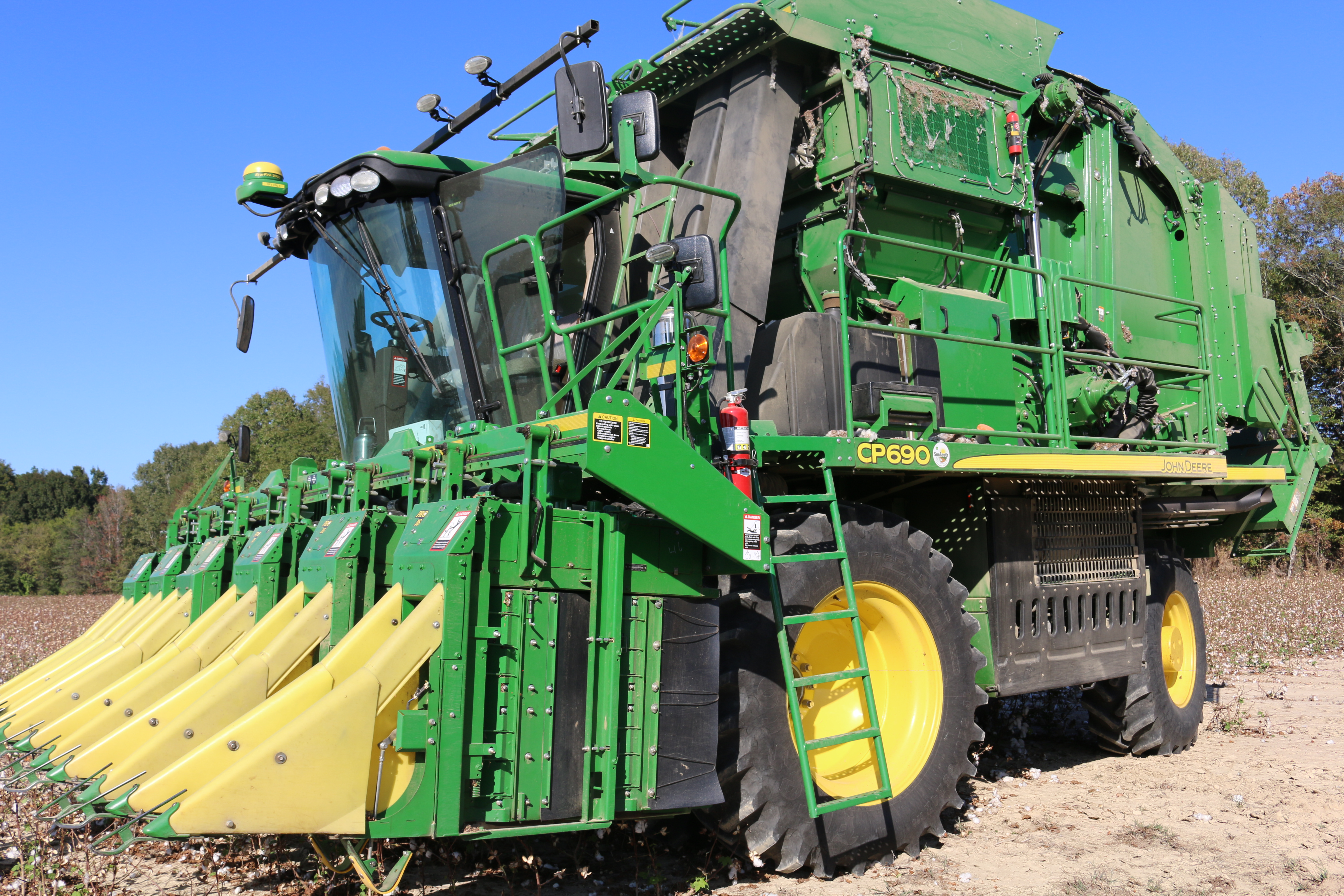
John Deeres CP690, efterföljaren till företagets första plockningsmaskin med balpress (7760), producerar cylindriska råbomullsbalar liksom föregångaren.[41] Balarna är 2,4 m i diameter och 2,4 m långa samt täckta av tre lager plast. CP690 är en picker, men det finns också en motsvarande stripper-modell kallad CS690.

## Minnesmärken och liknande
Den första bomullsplantagen i USA där plantering, skörd och produktion av råbomullsbalar skedde helt maskinellt var International Harvesters försöksstation på Hopson Plantation vid Clarksdale 1944 och där skedde också, den 2 oktober samma år, den första offentliga visningen av företagets skördemaskin inför 300 besökande.. På plantagen har en minnestavla över dessa tilldragelser satts upp av Mississippi Department of Archives and History Vid denna tid arbetade bluesmusikern Pinetop Perkins där som traktorförare och en minnestavla över dennes Cotton Pickin' Blues har satts upp på plantagen av Mississippi Blues Commission.
"Old Red", en renoverad International Harvester McCormick Farmall från 1943, finns på National Museum of American History och tilldelades status som "landmark" 1978 av American Society of Agricultural Engineers.